# سانتا ماريا ديل بيروكال
بلدية سانتا ماريا ديل بيروكال (بالإسبانية: Santa María del Berrocal) هي بلدية تقع في مقاطعة آبلة التابعة لمنطقة قشتالة وليون وسط إسبانيا.

## الديموغرافيا
بلغ عدد سكان بلدية سانتا ماريا ديل بيروكال 466 نسمة عام 2011 (وفقاً للمعهد الوطني للإحصاء الإسباني).
| 581 | 579 | 543 | 509 | 465 | 493 | 466 |